# Betelgeuse
Coordenadas:  05h 55m 10.3053s, +07° 24′ 25.426″
Alpha Orionis (α Orionis), conhecida como Betelgeuse, é uma estrela de brilho variável sendo a 10ª ou 12ª estrela mais brilhante das que podem ser vistas da Terra. É também a segunda estrela mais brilhante na constelação de Orion.  Apesar de ter a designação α ("alpha") na Classificação de Bayer, ela não é mais brilhante que Rigel (β Orionis) no comprimento de ondas visíveis. No entanto, é a maior fonte no comprimento de onda infravermelho presente no céu.

## Características
Betelgeuse é uma estrela muito grande, luminosa e fria classificada como uma supergigante vermelha de tipo espectral M1-2 Ia-ab. A letra "M" indica que ela é uma estrela vermelha pertencendo à classe espectral M, tendo portanto uma temperatura superficial baixa; o sufixo "Ia-ab" é a classe de luminosidade da estrela e indica que ela é intermediária entre uma supergigante de luminosidade normal e uma supergigante de alta luminosidade. A principal característica do espectral visual de estrelas desse tipo é a presença de bandas de absorção de óxido de titânio(II) (TiO) na região verde do espectro, que indicam baixa temperatura superficial. A baixa intensidade da linha de cálcio neutro a 4 227 Å é o principal indicador de alta luminosidade. Desde a introdução do sistema de classificação MKK em 1943, o espectro de Betelgeuse tem servido como padrão a partir do qual outras estrelas são classificadas.
Supergigantes vermelhas como Betelgeuse são estrelas massivas que já saíram da sequência principal e estão nas últimas etapas de sua evolução. Essas estrelas consomem seu combustível rapidamente e vivem por apenas alguns milhões de anos. Originalmente uma estrela de classe O da sequência principal, Betelgeuse já consumiu todo o hidrogênio em seu núcleo, resultando na contração do núcleo pela força da gravidade. Para balancear o núcleo mais quente e denso, as camadas externas da estrelas expandiram e esfriaram. Embora seu estado evolutivo exato seja desconhecido, o mais provável é que Betelgeuse esteja atualmente fundindo hélio para gerar carbono e oxigênio no núcleo, com uma camada de fusão de hidrogênio ao redor do núcleo. A estrela é massiva o suficiente para eventualmente começar a fusão de elementos mais pesados, passando por etapas de fusão de carbono, neônio, oxigênio e silício, até a formação de um núcleo de ferro, que vai sofrer colapso gerando uma supernova de tipo II.

## Variabilidade

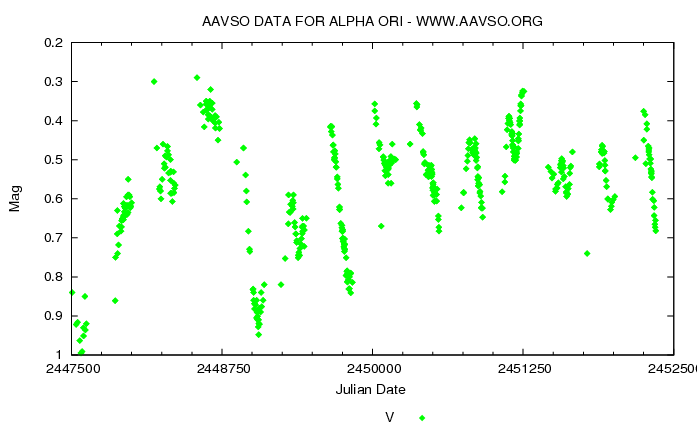
Curva de luz (banda V) de Betelgeuse entre dezembro de 1988 e agosto de 2002

Betelgeuse é classificada como uma estrela variável semirregular, indicando que varia de brilho com alguma periodicidade, mas com amplitude variável, ciclos de diferentes comprimentos, e com períodos sem variabilidade ou com variabilidade irregular. A estrela é colocada no subgrupo SRc, que inclui supergigantes vermelhas pulsantes com amplitudes de cerca de uma magnitude e períodos de dezenas a centenas de dias.
Betelgeuse tipicamente apresenta apenas pequenas variações de brilho, se mantendo perto da magnitude aparente +0,5, mas em seus extremos pode variar entre magnitude 0,0 e +1,3. No General Catalogue of Variable Stars, a estrela é listada com um possível período de 2 335 dias. Análises detalhadas mostraram que há um período principal próximo de 400 dias e um período secundário maior próximo de 2 100 dias. Em dezembro de 2019, Betelgeuse entrou em um período de brilho anormalmente baixo, atingindo uma magnitude de +1,506 em janeiro de 2020. Isso pode ser causado por a estrela estar coincidentemente no mínimo de luz dos dois períodos de variabilidade, incluindo um período primário mais profundo que o normal. Durante o brilho baixo, a estrela possui bandas de absorção moleculares mais intensas e uma temperatura superficial cerca de 100 K mais fria que o normal.
Modelos de pulsações radiais em supergigantes vermelhas mostram que os períodos primários de centenas de dias tipicamente são causados por pulsações no período fundamental ou no primeiro sobretom. As linhas espectrais de Betelgeuse mostram variações pelo efeito Doppler, evidenciando variações na velocidade radial conforme a superfície da estrela se aproxima e se afasta da Terra. Essas variações estão aproximadamente em fase com as mudanças de brilho, o que comprova que pulsações radiais são responsáveis pelo período primário. Observações mostram que as pulsações também causam variações no raio e temperatura da atmosfera estendida de Betelgeuse.
A causa dos longos períodos secundários não é conhecida, mas eles não podem ser explicados por pulsações radiais. Observações interferométricas de Betelgeuse mostram que a superfície da estrela possui grandes manchas quentes, que provavelmente são células convectivas gigantes; cada uma possui uma fração significativa do diâmetro da estrela e emite 5–10% do fluxo total da estrela. A principal hipótese para explicar os períodos secundários é que eles são causados pela evolução dessas células; especificamente, eles correspondem ao período que as células levam para subir à superfície. Essa hipótese é apoiada por modelos teóricos e também explica variações de longo período na velocidade radial.
Além dos períodos de variabilidade dominantes, variações aleatórias (estocásticas) de pequena amplitude também são observadas. Elas podem ser causadas por granulação, similar ao que ocorre no Sol mas em escala muito maior.

### O escurecimento de 2019-2020
Com o declínio da luz da estrela em 2020, algumas hipóteses foram formuladas para explicar tal escurecimento, desde emissões de nuvens de gás, poeira e flutuações estelares antes que Betelgeuse eventualmente exploda como uma supernova. Alguns acreditaram que o evento foi um presságio da desgraça, sinalizando a explosão iminente da estrela, mas o escurecimento parou abruptamente.  Espera-se que Betelgeuse torne-se uma supernova nos próximos 100 000 anos, quando seu núcleo entrar em colapso. 
O escurecimento da estrela, que começou em outubro de 2019, não era necessariamente um sinal de uma supernova iminente. Uma estrela variável semiregular pulsante, Betelgeuse, está sujeita a vários ciclos de aumento e diminuição do brilho devido a alterações em seu tamanho e temperatura. Em 2019, astrônomos notaram pela primeira vez o escurecimento de Betelgeuse, sendo eles da Universidade Villanova , Richard Wasatonic e Edward Guinan e o amador Thomas Calderwood, teorizam que uma coincidência de um ciclo de luz normal mínimo de 5,9 anos e um período de 425 dias mais profundo do que o normal são os fatores de condução. Eles explicaram que outras causas possíveis podem ser uma erupção de gás ou poeira ou flutuações no brilho da superfície da estrela.
Em janeiro de 2020, Betelgeuse havia diminuído em um fator de aproximadamente 2,5 da magnitude 0,5 a 1,5, e foi reportado ainda mais fraco em fevereiro, a um mínimo recorde de +1,614, observando que Betelgeuse naquele momento era "menos luminosa e mais fria" nos 25 anos de seus estudos e calculando também uma diminuição no raio.
Em meados de fevereiro, a forma aparente de Betelgeuse mudou e sua luminosidade foi medida em cerca de 36% do brilho normal, (uma mudança perceptível até a olho nu).  e, finalmente, caindo para cerca de 40% do brilho usual. A temperatura média da superfície de Betelgeuse em 14 de fevereiro era de cerca de 3325 graus Celsius. Isso é apenas 50-100 graus Celsius mais frio que a temperatura que uma equipe calculou como temperatura da superfície de Betelgeuse em 2004. No final de fevereiro, Betelgeuse começou a resplandecer novamente.
Um estudo examinou a luz ultravioleta emitida por Betelgeuse durante o evento quando os cientistas do Hubble estavam procurando observar Betelgeuse com o telescópio, fornecendo uma chance de entender por que a estrela havia começado a escurecer. Observando Betelgeuse em comprimentos de onda ultravioleta, os pesquisadores descobriram uma massa de material brilhante e quente movendo-se para fora do hemisfério sul da estrela a cerca de 320 000 quilômetros por hora e, finalmente, sendo ejetado para o espaço. Esse material pode ter começado a esfriar à medida que se movia pelo espaço, formando uma densa nuvem de poeira que obscureceu parcialmente Betelgeuse. Outro estudo de 2021 sugere que uma "grande mancha escura" levou à queda da temperatura da superfície de Betelgeuse, o que por sua vez contribuiu para um escurecimento temporário da luminosidade ou brilho inerente da gigante vermelha.
Os astrônomos desse estudo examinaram moléculas de óxido de titânio e cianeto, que tendem a se formar mais facilmente em ambientes estelares mais frios. Em uma atmosfera mais quente, essas moléculas se dissociam facilmente e não sobrevivem. Quando Betelgeuse estava em seu estado mais escuro, sua temperatura efetiva foi medida em 3476 graus Kelvin. Mas assim que a estrela voltou à luminosidade normal, as medições indicaram um aumento de quase 5% na temperatura, para 3646 Kelvin. Isso indica que é improvável que toda a superfície tenha esfriado temporariamente nessa quantidade. Em vez disso, deve ter sido uma mancha solar gigantesca, uma "mancha estelar", impedindo que parte da radiação de Betelgeuse escapasse.
As instabilidades turbulentas resultantes da fotosfera se movendo na esteira da ejeção de massa da superfície estão atualmente mascarando o período de pulsação de 416 dias de Betelgeuse. Estudos descrevem esse período de pulsação como o modo fundamental da estrela. Essas pulsações são típicas de estrelas supergigantes vermelhas, como Betelgeuse, e seu período varia de estrela para estrela, dependendo da massa da estrela. Além do período de pulsação de 416 dias, há também um período subjacente de 2100 dias que não é tão bem compreendido.
O escurecimento de 2019-20 ocorreu logo após o ciclo de 2100 dias atingir um brilho mínimo, que também coincidiu com um mínimo no ciclo de 416 dias. Há indicações de que o próximo escurecimento deve ocorrer após o próximo mínimo de 2100 dias em 2025 ou 2026.
Um estudo de 2024 sugere que  a estrela pode ser, na verdade, uma estrela binária composta por uma supergigante vermelha e uma estrela com quase a massa do Sol, podendo ser responsável pelo seu desconcertante brilho periódico.
Em 2025, uma equipe internacional de astrónomos confirmou a existência de uma estrela companheira orbitando Betelgeuse. A estrela companheira está tão próxima de Betelgeuse que orbita dentro da extensa atmosfera externa da supergigante, o que dificultava sua observação com telescópios convencionais. Mas com o uso da técnica específica que compensa a distorção causada pela atmosfera da Terra, os pesquisadores conseguiram capturar um sinal claro do objeto no Observatório Gemini do Havaí. A estrela descoberta tem cerca de 1,5 vezes a massa do Sol e, pela análise da luz que emite, é do tipo A ou B - ou seja, é uma estrela azul-branca, quente e jovem, que ainda não começou a fundir hidrogênio em seu núcleo.
A descoberta ajuda a explicar as variações periódicas de brilho observadas em Betelgeuse já que o movimento gravitacional da companheira pode estar interferindo diretamente no comportamento da supergigante.

## Supernova
Como uma estrela massiva próxima do fim de sua vida, é previsto que Betelgeuse venha a explodir como uma supernova de tipo II em algum momento dos próximos 100 000 anos. Isso acontecerá pouco depois de a estrela começar a queimar carbono no seu núcleo, progredindo então para a queima de elementos mais pesados até a formação de um núcleo massivo de ferro, que é instável e sofre o colapso que gera a supernova. O momento preciso em que a supernova vai ocorrer é altamente incerto e depende do estado evolucionário exato da estrela, que é desconhecido devido a incertezas em parâmetros como massa, distância e rotação. As características de Betelgeuse são consistentes com uma estrela no começo da fase de queima de hélio, com a supernova ocorrendo no final da estimativa de 100 000 anos, mas um estado evolutivo mais avançado não está descartado, apesar de ser improvável. Estudos de asterosismologia mostram que qualquer sinal acústico do núcleo provavelmente é amortecido pelas camadas externas da estrela, impossibitando a determinação direta do interior da estrela por esse método. Modelos incorporando rotação mostram que se Betelgeuse tiver rotação e massa suficientemente altas, a estrela provavelmente ainda evoluirá para uma fase de supergigante azul antes de explodir, gerando uma supernova similar a SN 1987A.
A supernova de Betelgeuse emitirá cerca de 2×1046 J de neutrinos e produzirá uma explosão com uma energia cinética de 2×1044 J, deixando para trás uma estrela de nêutrons com cerca de 1,5 M☉. Assumindo que seja uma supernova II típica, vista da Terra ela teria uma magnitude aparente máxima de −12,4. Ela seria mais brilhante que a lua cheia e seria visível mesmo durante o dia. Esse tipo de supernova permanece com um brilho aproximadamente constante por 2–3 meses antes de perder luminosidade rapidamente. A luz visível é produzida principalmente pelo decaimento radioativo de cobalto, e mantém seu brilho devido ao aumento da transparência do hidrogênio ejetado pela supernova. Os raios X e raios gama gerados na supernova não serão suficientes para penetrar a atmosfera terrestre, e a onda de choque gerada pela explosão não deve afetar a Terra.

## Etimologia

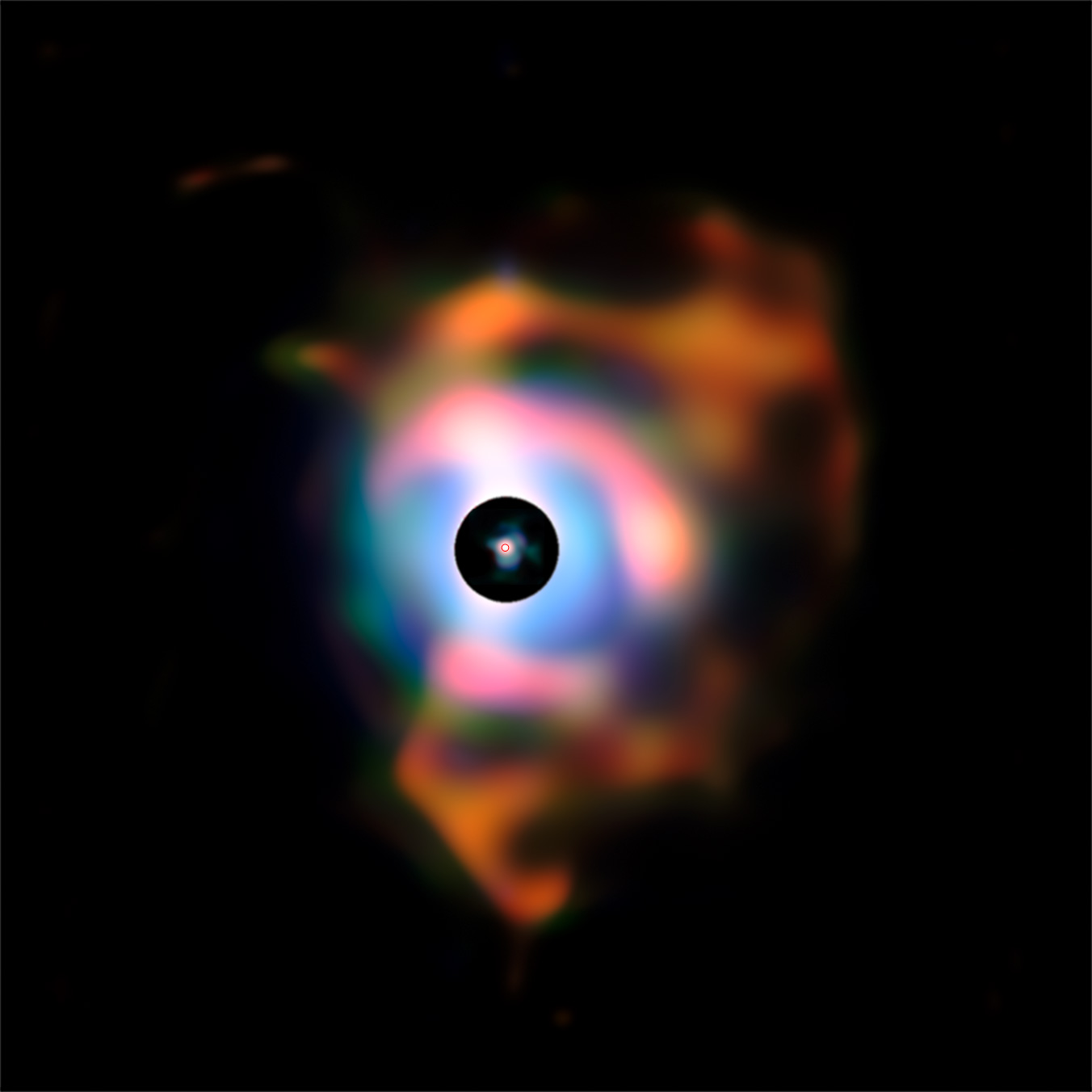
Nebulosa em torno da Betelgeuse

O nome é uma contração do árabe يد الجوزا yad al-jawzā, ou  "a mão do (guerreiro, homem) do centro". Jauza, o do centro, inicialmente se referia a Gémeos entre os Árabes, mas a algum momento decidiram referir-se a Orion por este nome. Durante a Idade Média, o primeiro carácter do nome , y (ﻴ, com dois pontos sob ele), foi erroneamente traduzido para o Latim como um b (ﺒ, com um ponto apenas), e Yad al-Jauza tornou-se Bedalgeuze. Então, durante o Renascimento, alguém tentou derivar o nome árabe deste nome corrompido, e decidiu que ele foi escrito originalmente como Bait al-Jauza. Essa pessoa imaginativa então declarou que Bait seria "braço" em Árabe, para surpresa dos árabes em todo o mundo. O linguista sem nome da Renascença então "corrigiu" a grafia  para Betelgeuse e o termo moderno nasceu. Para que Betelgeuse tivesse o sentido do "braço do centro", o original deveria ser ابط Ibţ (al-Jauza).
Outros nomes:
- Al Dhira (o braço)
- Al Mankib (o Ombro)
- Al Yad al Yamma (a Mão direita)
- Ardra (Hindi)
- Bahu (sânscrito)
- Bed Elgueze
- Beit Algueze
- Besn (Persa) (o braço)
- Beteigeuze
- Beteiguex
- Betelgeuze (Bet El-geuze),
- Betelgeza (Esloveno)
- Betelguex
- Ied Algeuze (A mão de Orion)
- Yedelgeuse
- 平家星 Heikeboshi　(Japan)(Bintang klan Heike),[48][49]